# Metropolia Tororo
Metropolia Tororo – jedna z 4 metropolii kościoła rzymskokatolickiego w Ugandzie. Została utworzona 2 stycznia 1999.

## Diecezje
- Archidiecezja Tororo
  - Diecezja Jinja
  - Diecezja Kotido
  - Diecezja Moroto
  - Diecezja Soroti

## Metropolici
- abp James Odongo (1999-2007)
- abp Denis Kiwanuka Lote (2007-2014)
- abp Emmanuel Obbo (od 2014)